# 陈方红
陈方红（1950年—），汉族，中华人民共和国政治人物、第十一届全国政协委员。
加入中国共产党，担任辽宁省侨联副主席、鞍山市侨联主席、鞍山市外事（侨务）办公室副主任。2008年，当选第十一届全国政协委员，代表中华全国归国华侨联合会，分入第二十五组。